# Hôtel Martinez
El Hôtel Martinez es un hotel de lujo de estilo art déco inaugurado en 1929 y situado en la Promenade de la Croisette de Cannes, en la Costa Azul de Francia.

## Historia

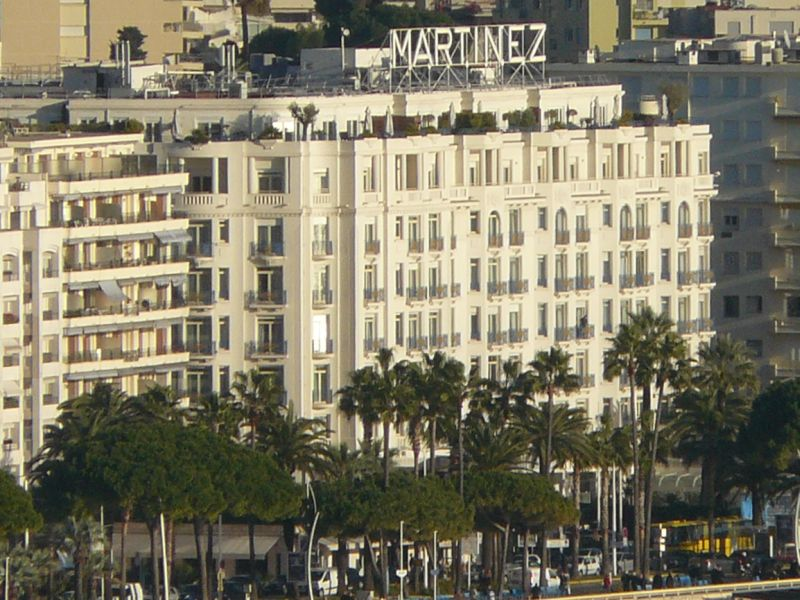
El Martinez visto desde la Tour de la Castre.

Fue a finales del siglo XIX, en el contexto del desarrollo por parte de la aristocracia inglesa de las localidades costeras turísticas de Francia, cuando se construyó en el 73 de la Promenade de la Croisette una villa bautizada La Coquette. Esta vivienda fue comprada en 1874 por el rey de Nápoles en el exilio Francisco II, que la rebautizó Villa Marie-Thérèse, la renovó y la amplió.
El 22 de septiembre de 1927, Emmanuel Martinez compró la Villa Marie-Thérèse a Alfonso de Borbón, junto con un terreno colindante con vistas privilegiadas de la bahía. Hizo demoler la villa para construir el hotel más grande de la región, con siete plantas y una fachada de unos cien metros de longitud bordeada por dos alas. El hotel fue construido a partir del 1 de diciembre de 1927 por el arquitecto nizardo Charles Palmero. La fachada estaba revestida «de mármol, granito y mosaicos dorados y en color». Fue el arquitecto bordelés Pierre Veneuvot quien realizó la decoración interior. El hotel fue inaugurado el 17 de febrero de 1929 por su fundador y propietario Emmanuel Martinez. El 20 de febrero de 1929 abrieron solo dos plantas.
Durante la Ocupación, el hotel fue requisado sucesivamente por los ejércitos francés, italiano y alemán. Fuertemente endeudado, Emmanuel Martinez tuvo relaciones comerciales durante seis meses con Mandel Szkolnikoff, intermediario de los nazis, que querían comprar hoteles de lujo franceses y hacer un gran grupo hotelero bajo el control de Hermann Göring. Martinez recibió un préstamo de 19 millones de francos de Szkolnikoff a cambio de una garantía de una parte de sus acciones, lo reembolsó a finales del año 1943 y recuperó sus títulos. Tras la Liberación, Emmanuel Martinez fue condenado a veinte años de trabajos forzados por «colaboración con el enemigo», y posteriormente absuelto en 1949 por el tribunal de apelación de Lyon. Sin embargo, el Estado puso su hotel bajo administración judicial, considerando que lo había vendido a Szkolnikoff y que era por tanto solidario de su deuda, 3900 millones de francos, con un interés moratorio del 1 % al mes (sentencia del 11 de julio de 1945).
En 1973, varios hoteles de prestigio como el Hotel Crillon, el Hôtel Lutetia, el Hôtel du Louvre, todos ellos de París, y el Hôtel Martinez se reunieron en el seno de la filial Concorde Hotels & Resorts de la Société du Louvre. En 1981 el Hôtel Martinez fue vendido al Groupe Taittinger por 65 millones de francos. En 1988 el hotel fue renovado y redecorado por la familia Taittinger y Concorde Hotels & Resorts.
El edificio fue inscrito en el inventario general del patrimonio cultural francés el 8 de febrero de 2001.
Hasta 2005, el Hôtel Martinez era propiedad del Groupe du Louvre, perteneciente a la familia Taittinger. En 2005, esta sociedad fue vendida al grupo americano Starwood Capital Group. En junio de 2012, la prensa informó que el Hôtel Martinez iba a ser vendido, junto con el Palais de la Méditerranée de Niza, el Hôtel du Louvre y el Concorde Lafayette, a inversores de Catar. La finalización del acuerdo se anunció oficialmente el 1 de febrero de 2013. El hotel es propiedad desde entonces de Constellation Hotels Holdings, una empresa de gestión con sede en Luxemburgo controlada por capital catarí. Al mismo tiempo, la cadena hotelera americana Hyatt fue escogida como gestora.
La hija de Emmanuel Martinez, Suzanne Martinez-Kenny (casada el 15 de julio de 1941 con un miembro de los servicios secretos británicos, Thomas Kenny, cofundador de la red de resistencia Pat O'Leary), a la cual el Estado reclama 23 millones de impuestos atrasados para liquidar la deuda Szkolnikoff (todavía efectiva por los intereses moratorios), emprendió una batalla judicial y reclama 130 millones de euros de indemnización.
El hotel cambió de nombre el 8 de abril de 2013 a Grand Hyatt Cannes Hôtel Martinez. Cerrado desde octubre de 2017 hasta marzo de 2018 para una renovación completa, el hotel forma parte de la colección Unbound del grupo Hyatt y recuperó su nombre original Hôtel Martinez.

## Situación

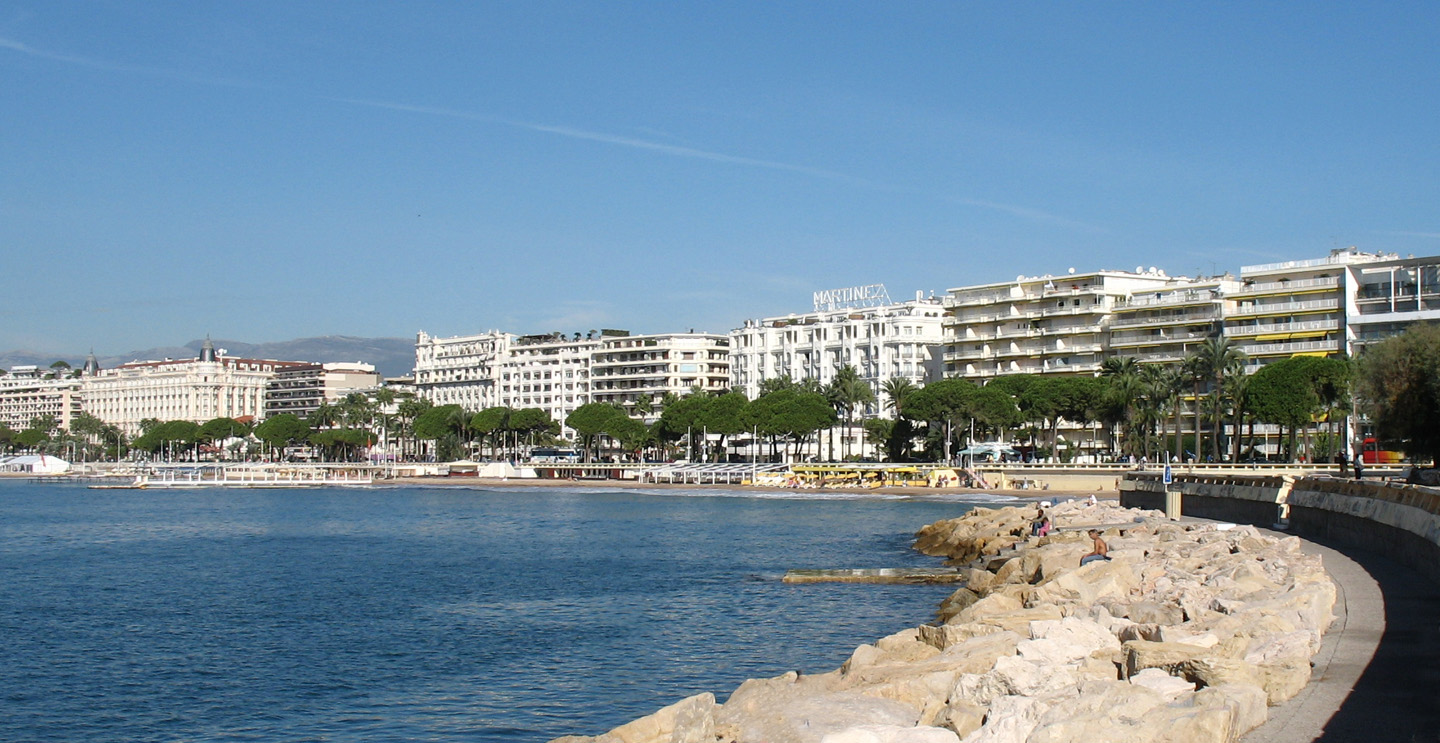
La Croisette con el Hôtel Martinez en el centro.

El Hôtel Martinez está situado en el paseo marítimo de la Promenade de la Croisette de Cannes, frente al mar Mediterráneo. Está a 25 km del Aeropuerto Internacional de Niza por la route du bord de mer, a 1 km de la Estación de Cannes y a 500 metros del Palacio de Festivales. Entre sus prestigiosos vecinos en la Promenade de la Croisette se encuentran el Hôtel Carlton, el Hôtel Majestic y el JW Marriott Cannes.

## Características
El Hôtel Martinez cuenta con los siguientes servicios:
- 409 habitaciones incluidas 99 suites, la mayor parte de las cuales con balcón y vistas del Mediterráneo, dos apartamentos con terraza de 500 m² cada uno y la suite des Oliviers, con su jacuzzi privado. Las habitaciones están amuebladas en el estilo de los años treinta.
- Jardín arbolado[8]
- Playa privada de arena en el Mediterráneo (la más grande de la Croisette)
- Restaurante gastronómico La Palme d’Or, dirigido por el chef Christian Sinicropi, que cuenta con dos estrellas Michelin
- Otros tres restaurantes: Version Originale, Le Jardin du Martinez y La ZPlage.
- Quince salones modulables con capacidades de quince a mil personas y una superficie total de 2500 m², entre ellos el Salon Royal Galuchat, para organizar conferencias, recepciones, cócteles, noches de gala…
- Dos bares: Martinez Bar y Bar de la Plage.

## Eventos

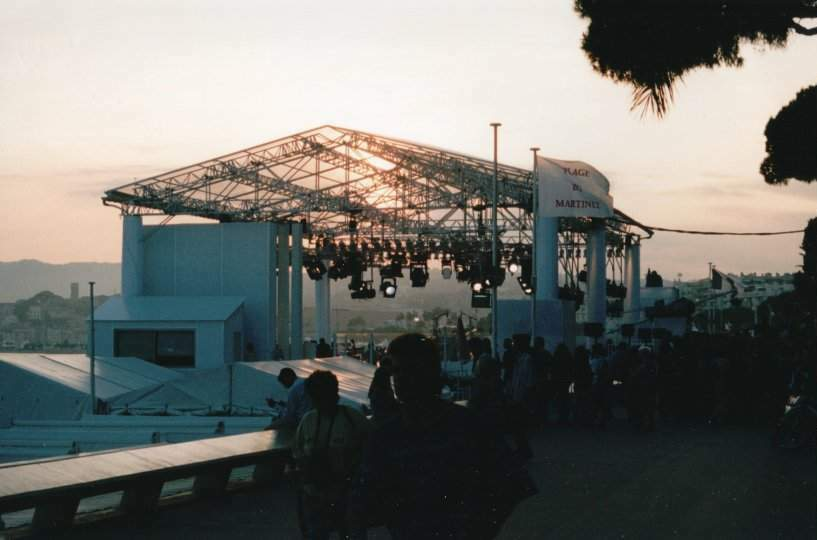
El estudio de televisión de Canal+ instalado en la playa del Hôtel Martinez todos los años durante el Festival de Cannes desde 2004 hasta 2015.

Durante el Festival de Cannes, el Hôtel Martinez es uno de los hoteles de lujo preferidos por las estrellas internacionales del cine. Desde 2004 hasta 2015, se instalaba anualmente el estudio de televisión de Canal+ «Spéciale festival de Cannes» en la playa privada del hotel. En verano, el hotel es también uno de los sitios de exposición del Festival International de la Fotografía de Moda.

## En el cine
- La Cité de la peur (1994)
- Alibi.com (2017)